# American wirehair
El gato americano de pelo áspero o American wirehair es una raza de gato doméstico que se originó al norte del estado de Nueva York (Estados Unidos). Hasta 2003, aunque la raza era bien conocida, era la menos común de las 41 razas reconocidas por la Cat Fanciers' Association (CFA), con tan sólo 22 especímenes registrados, a comparación de los 39 que había en 2002.

## Historia
El primer gato wirehair apareció a partir de una mutación no intencional dentro de una camada de seis gatitos nacidos de dos gatos de granja. Este único macho rojiblanco tenía el pelo extrañamente áspero. El dueño de los gatos contactó a una criadora local de gatos de raza rex, la señora Joan O'Shea, para que examinara al recién nacido. Ella compró al gatito por $50, junto con una gatita con pelaje normal de la misma camada, para comenzar un programa de cría. El macho de pelaje áspero fue llamado Adam y la hembra, Tip-Toe.
EL cruzamiento entre ellos produjo gatitos con el pelo áspero, muchos de los cuales fueron vendidos a otros criadores interesados. Al crecer la población, se exportaron ejemplares a Canadá y Alemania. La cría prosperó, y en 1978, fueron aceptados en competencias oficiales.

## Características

### Genéticas
El pelaje áspero es genéticamente dominante sobre un pelaje normal, a diferencia del gen que produce el pelaje de las razas rex. El pelo es denso y áspero, y hasta sus bigotes son en ocasiones rizados. Muchos encuentran el pelaje agradable al tacto. Es poco común en el sentido de que este pelaje no ha aparecido entre otros gatos (la mayoría de las mutaciones ocurren en muchos lugares diferentes), y todos los wirehairs son descendientes de Adam. Aparte del pelaje áspero, se caracterizan por ser fuertes y musculosos, de constitución similar a los American shorthairs. El color de su pelaje puede variar.
Se dice que son gatos con capacidad de adaptarse y resistentes a enfermedades.

### Precio de American Wirehair
Se encuentra entre los €1000 y €2000 Euros.